# Лагергрен, Альбин
Альбин Лагергрен (швед. Johan Albin Simon Lagergren; род. 11 сентября 1992, Варберг, Халланд) — шведский гандболист, выступает за клуб «Магдебург» и сборную Швеции. Серебряный призёр чемпионата мира 2021 года, чемпион Европы 2022 года, призёр чемпионатов Европы 2018 и 2024 годов. Участник трёх летних Олимпийских игр 2016, 2020 и 2024 годов.

## Карьера

### Клубная
Альбин Лагергрен начал играть в гандбол в своем родном городе в команде «Варберг». Летом 2013 года Лагергрен перешел в шведский клуб первого дивизиона «Кристианстад» и выиграл чемпионат Швеции в 2015, 2016, 2017 и 2018 годах.
С сезона 2018/19 годов Альбин являлся игроком клуба немецкой бундеслиги «Магдебург». Летом 2020 года перешел в «Рейн-Неккар Левен», с которыми выиграл Кубок Германии 2022/23 годов.
В 2023 году вернулся в «Магдебург». Впервые выиграл клубный чемпионат мира на IHF Super Globe 2023 года. Кроме того, стал победителем Кубка Германии 2023/24 годов и чемпионата Германии.

### Международная карьера в сборной
С 2016 года входит в состав национальной сборной Швеции. После травмы на Олимпийских играх 2016 года в Рио-де-Жанейро Йохана Якобссона был включён в состав сборной и принял участие в Играх в Бразилии. Сборная Швеции не смогла выйтит из группы.
На чемпионате мира 2017 года Лагергрен забил 24 гола в 7 матчах. Вместе со Швецией Альбин участвовал в чемпионате Европы 2018 года. В ходе турнира получил травму — сотрясения мозга. Швеция завоевала серебряные медали.
На чемпионате мира 2021 года выиграл серебряную медаль в составе национальной команды.
На летних Олимпийских играх 2020 года, в составе Швеции дошёл до четвертьфинала, где сборная уступила Испании 33:34.
На чемпионате Европы 2022 года в финале шведы победили испанцев и стали чемпионами Европы. Лагергрен был признан лучшим бомбардиром турнира. В 2024 году завоевал бронзовую медаль на чемпионате Европы в Германии, сыграл все девять матчей и забил 24 гола.
В августе 2024 года был включён в состав Швеции на Олимпийский турнир по гандболу. Сборная Швеции уступила в четвертьфинале сборной Дании 31:32, а игроки команды завершили участие в турнире.